# غيلبرت إم. ودوارد
غيلبرت إم. ودوارد هو محامي وسياسي أمريكي، ولد في 25 ديسمبر 1835 في واشنطن العاصمة في الولايات المتحدة، وتوفي في 13 مارس 1913 في لاكروس في الولايات المتحدة. نشط حزبياً في الحزب الديمقراطي. وقد انتخب عضو مجلس النواب الأمريكي ‏.